# Toompea
Toompea (del alemán: Domberg, "Cerro Catedral") es una colina de piedra caliza ubicada en la parte central de la ciudad de Tallin, la capital de Estonia. La colina es una meseta oblonga, que mide aproximadamente 400 por 250 metros, tiene un área de 7 hectáreas y es aproximadamente 20-30 metros más alta que las áreas circundantes. En el folclore, la colina es conocida como el montículo del túmulo sobre la tumba de Kalev, erigida en su memoria por su afligida esposa.
La historia de Toompea está estrechamente vinculada a la historia de los gobernantes y el poder en Estonia. Hoy, Toompea es el centro del Gobierno de Estonia y del Riigikogu (parlamento), que a menudo se denominan simplemente Toompea. La ubicación del Riigikogu es el Castillo de Toompea, ubicado en la parte suroeste de la colina y coronado por la torre Pikk Hermann. La bandera en la parte superior de la torre es uno de los símbolos más conocidos de Estonia.
Toompea es parte del casco antiguo de Tallinn, declarado Patrimonio de la Humanidad por la UNESCO.

## Geología y topografía

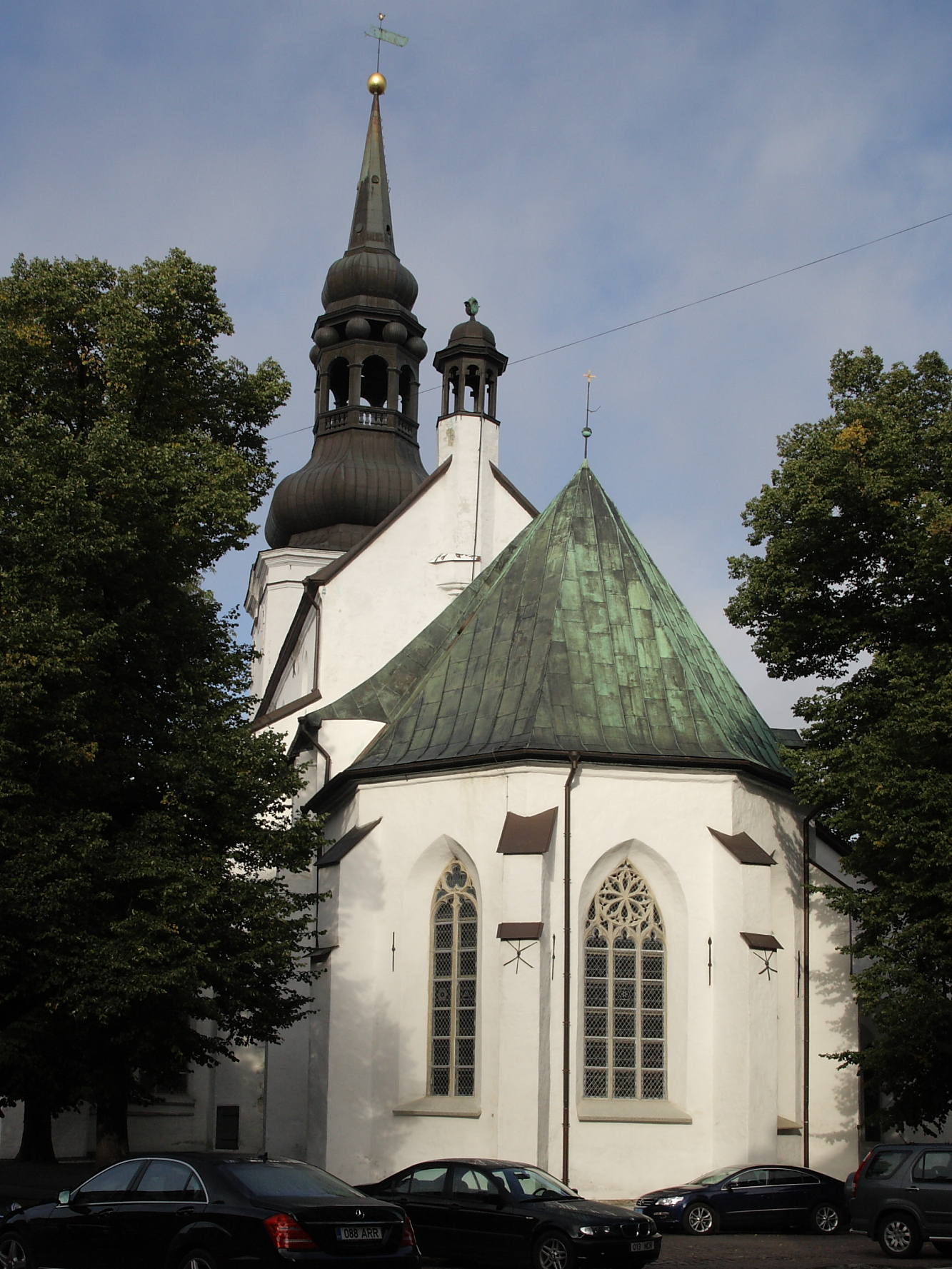
El nombre de Toompea deriva de la Catedral de Santa María, la Iglesia del Domo

Geológicamente Toompea está asociado con el Klint de Estonia del Norte (en sí mismo una subsección del Klint Báltico). Toompea se encuentra a aproximadamente 1.5 millas al noroeste de la meseta de piedra caliza de Estonia del Norte. La meseta y Toompea están conectados con una cresta de piedra arenisca de pendiente suave. Desde el este, norte y oeste Toompea está bordeada por un acantilado con una altura de hasta 25 m. La ladera sur de la colina desciende más suavemente. La roca principal expuesta en el acantilado es caliza ordoviciana, con un espesor de aproximadamente 5 m. Sin embargo, la mayor parte de la pared del acantilado ha quedado detrás de una pared de protección y solo quedan unos pocos afloramientos.
Toompea surgió por primera vez como una isla del lago de hielo del Báltico hace unos 10.000 años. Debido al constante rebote postglacial, se unió al continente durante la etapa temprana del Mar de Littorina. En el 5.000 aC el mar todavía llegaba hasta el pie de los acantilados de Toompea. La moderna costa está a una distancia de más de 1 km de Toompea y el pie de la colina se encuentra a 17-20 m sobre el nivel del mar. La colina alcanza aproximadamente 48 metros de altura.

## Mitología
En la mitología estonia, Toompea es conocido como el montículo túmulo sobre la tumba de Kalev, erigido en su memoria por su afligida esposa Linda, como se describe en la epopeya nacional Kalevipoeg:
Linda lloró por Kalev durante un mes tras otro hasta que pasaron tres meses y el cuarto estaba muy avanzado. Colocó un montón piedras sobre su tumba, que formó el cerro en el qué se encuentra ahora la Catedral de Revel. Traducción inglesa por W.F. Kirby, 1895 

## Historia

### Historia temprana
Se cree que la primera fortaleza fue construida en la colina en el siglo X o XI por los residentes del antiguo condado estonio de Revala. El asentamiento fortificado tardío de la Edad de Hierro probablemente no tenía habitantes permanentes, sino que se usaba estacionalmente para proteger el puerto y su mercado adyacente. La ubicación exacta de la fortaleza no se conoce, pero se presume que ocupó solo una pequeña porción de Toompea, ya sea su punto más alto en ese momento, un poco al sureste de la catedral de hoy o el extremo norte de la colina. La evidencia arqueológica temprana de la colina data principalmente de la segunda mitad del siglo XII y la primera mitad del siglo XIII. Pequeñas cantidades de hallazgos más antiguos apoyan la opinión de que la fortaleza podría haberse establecido ya durante la Era Vikinga.

### Edad Media

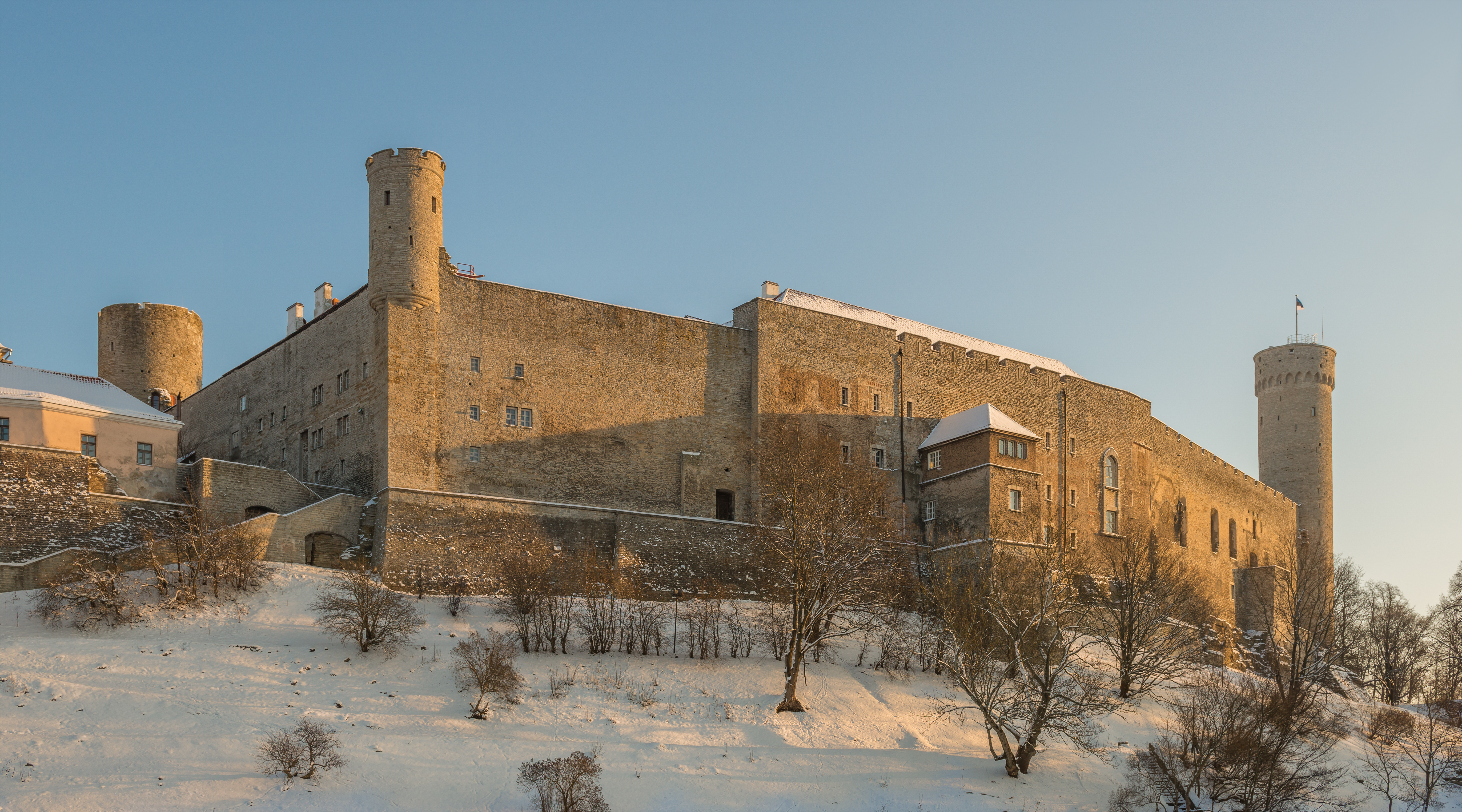
Castillo de Toompea

La fortaleza de la colina se menciona en la Crónica de la Cruzada de Livonia de Enrique de Livonia con el nombre de Lindanise. Como parte de la cruzada, en el verano de 1219 el rey de Dinamarca Valdemar lanzó un ataque contra Tallin. Sus cruzados se hicieron cargo de la fortaleza desierta y en el mismo verano comenzó a construir un nuevo castillo en su lugar, más tarde conocido como el Castrum Danorum. Después de la Batalla de Lindanise, que se produjo cerca del castillo y resultó en la victoria danesa sobre los estonios, también se construyó una catedral en la colina, aunque probablemente no estaba ubicada en el mismo lugar que la catedral actual.
En el verano de 1227, el castillo de Toompea fue conquistado por orden de los Hermanos de la Espada, quienes inmediatamente después de la conquista comenzaron a fortificar la colina. La meseta estaba dividida en tres partes: el Castillo Pequeño, el Gran Castillo y el patio exterior (la parte más meridional de la meseta frente a los dos castillos). El primer castillo de piedra de la Orden (el Castillo Pequeño) se construyó en la esquina suroeste de la meseta en 1227-1229. El castillo original tenía aproximadamente la misma forma que las ampliaciones posteriores del castillo, pero era un poco más pequeño. El castillo fue devuelto a Dinamarca después del Tratado de Stensby en 1238 y permaneció en su propiedad (junto con el resto del norte de Estonia) durante los siguientes 138 años. En 1240 el edificio de la catedral se completó en el mismo lugar que ocupa hoy. En la segunda mitad del siglo XIII, Toompea (el Gran Castillo) estaba rodeada por un muro cercano al perímetro de la colina, construido principalmente por vasallos que poseían las parcelas allí

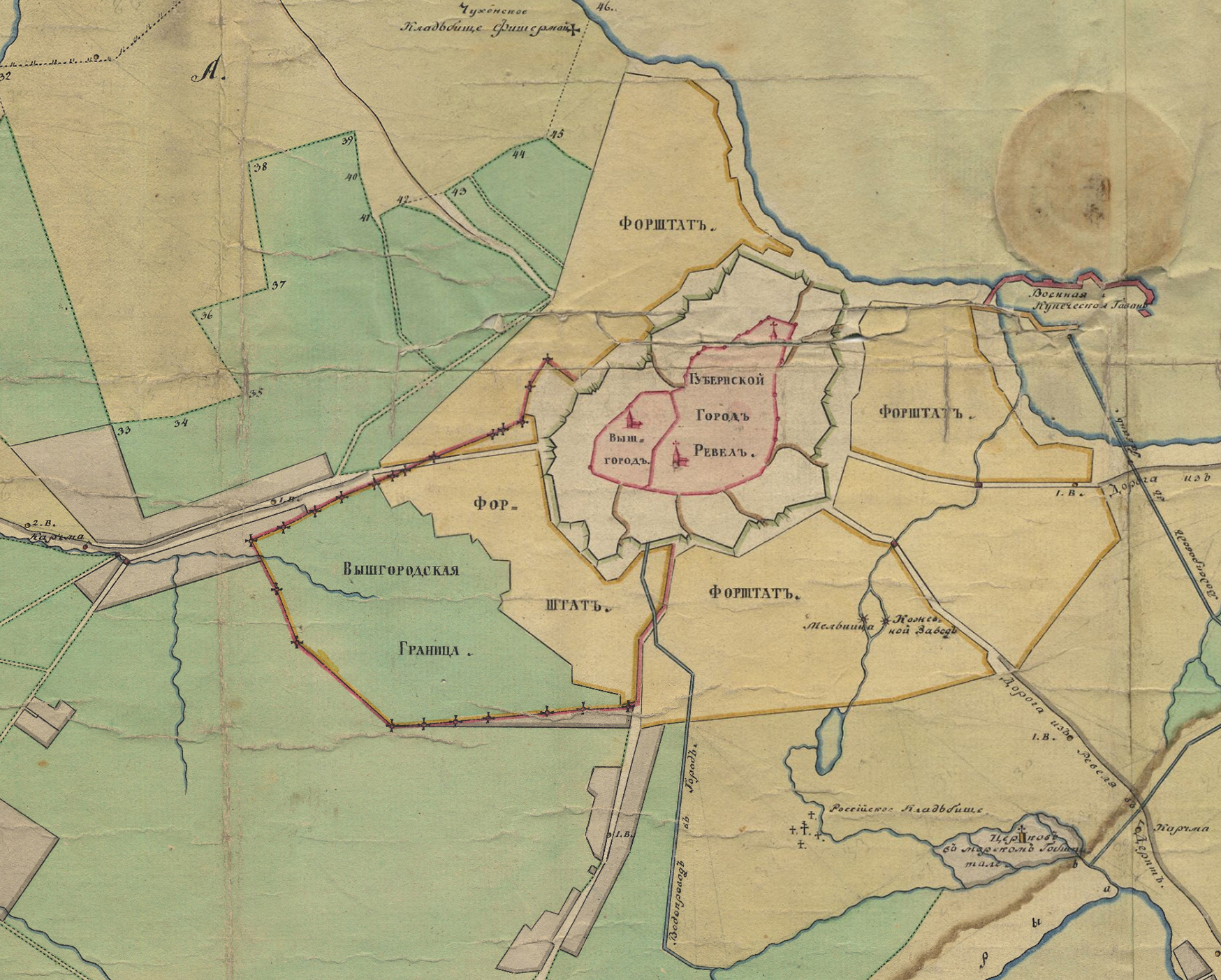
Un mapa de principios del que muestra la frontera entre los territorios de Toompea y la Ciudad Baja

A partir del mismo período, Toompea comenzó a convertirse en el centro de la autoridad provincial, el clero y la nobleza en el norte de Estonia. La mayoría de los vasallos eligieron Toompea para su residencia: vivir en sus propiedades en el campo conquistado se consideraba demasiado peligroso; a fines del siglo XIII, el Gran Castillo estaba densamente poblado. La distinción entre Toompea y la Ciudad Baja (Tallin) también se desarrolló cuando Tallin obtuvo su propia administración, al menos en 1248, cuando el rey de Dinamarca, Eric IV, otorgó a la ciudad los derechos de la ciudad de Lübeck, pero posiblemente incluso antes. En 1265, la Ciudad Baja quedó exenta de la regla del castellano y en 1288 los comandantes del castillo también perdieron el poder judicial sobre los ciudadanos de la Ciudad Baja.
Las obras de construcción y ampliación en ambos castillos continuaron en los siglos posteriores. En la primera mitad del siglo XIV se renovó la muralla sur del Gran Castillo y se unió su foso al foso oriental del Castillo Pequeño. De esta forma, se construyó el patio exterior de los castillos, después de que sus lados sur y sudeste se cerraron con una muralla. El castillo en su conjunto tenía dos salidas en ese momento: la más importante era la puerta sur del barrio exterior, a través de la cual el camino conducía a Tõnismägi, la segunda era la puerta al este, que conectaba Toompea con la Ciudad Baja.

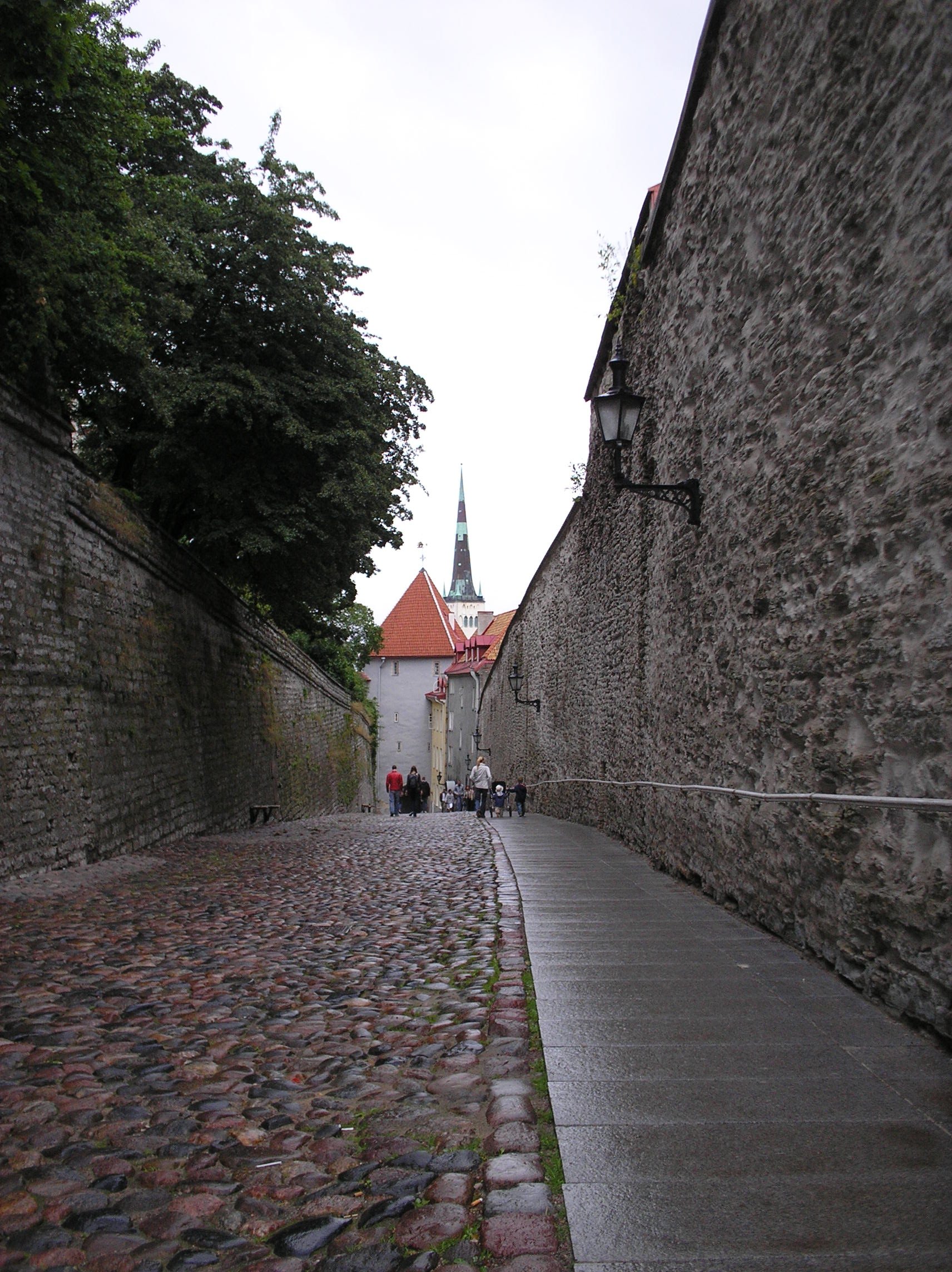
La calle principal que conecta Toompea con la Ciudad baja

Tras el Levantamiento de la Noche de San Jorge en 1346, Dinamarca vendió sus posesiones en el norte de Estonia y siguió 215 años bajo el gobierno de la Orden de Livonia. Tallin (la Ciudad Baja), que todavía estaba sujeta a los derechos de la ciudad de Lübeck y que solo dependía nominalmente del sistema feudal, se convirtió en una floreciente ciudad hanseática, mientras que Toompea permaneció políticamente y socialmente contraria respecto de la Ciudad Inferior. Los límites del territorio de Toompea y Tallin se fijaron con un acuerdo en 1348, cuando se entregaron 220 hectáreas del patrimonio de la ciudad a Toompea. Esa área, ubicada al suroeste de la colina y donde se construyeron durante períodos posteriores los suburbios (Vorstadt) de Toompea (Tõnismäe, Kassisaba y Kelmiküla), se llamó "territorio de la cúpula" hasta el siglo XX.
Poco después de regresar a Toompea, la Orden comenzó a ampliar el castillo: todo el Castillo de la Orden (en alemán: Ordensburg) se amplió y se convirtió en el centro más poderoso de sus reinos del norte, un símbolo de su poder militar y político. Se construyeron nuevas paredes exteriores más altas, los fosos se ensancharon y se profundizaron. La primera parte de la torre Pikk Hermann ("Tall Hermann"), que corona el castillo de Toompea, se completó en 1371. Pikk Hermann fue la primera torre en Tallin adaptada para la defensa en la era de las armas de fuego. Más tarde en el siglo XVI la torre fue reconstruida más alta, desde la altura original de 35 m. La muralla del Gran Castillo también fue fortificada con torres nuevas: en total se habían construido 14 torres de defensa (incluida una torre de la puerta llamada Torre del Reloj, la única salida) a lo largo de su muralla a fines del siglo XIV.

### Dominio sueco y ruso

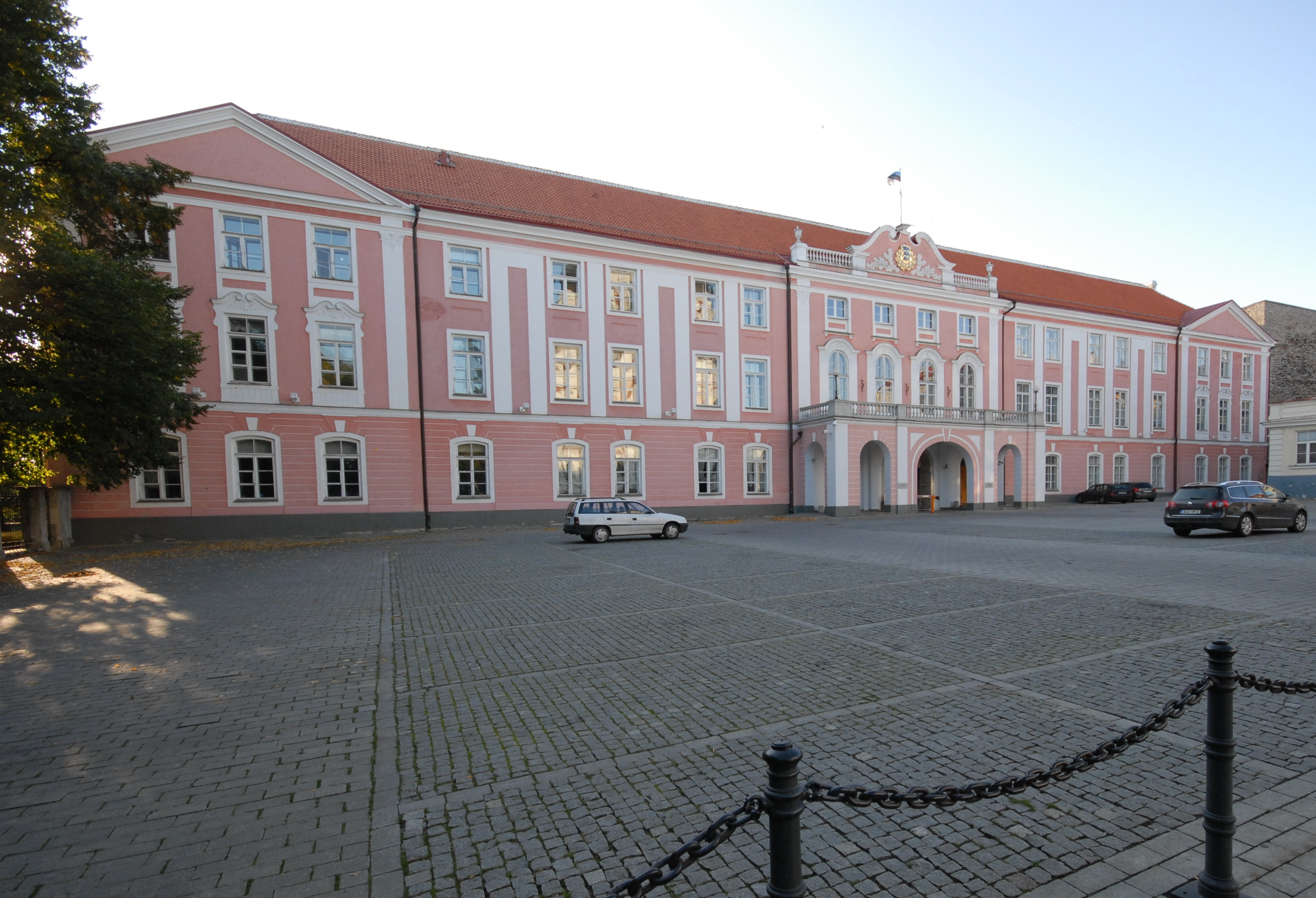
La fachada del Parlamento estonio, Riigikogu, es un ala del castillo de Toompea construido en 1767-1773

El imperio sueco conquistó el norte de Estonia durante la Guerra de Livonia, en 1561 y lo mantuvo hasta la Gran Guerra del Norte, cuando Tallin fue conquistada por Rusia en 1710. Cuando Tallin capituló ante Eric XIV de Suecia en 1561, el rey decidió no cambiar el status quo en las relaciones entre Toompea y la Ciudad Baja. Toompea, como una ciudad separada (Dom zu Reval) bajo su propia administración, pudo conservar una variedad de derechos y privilegios especiales, el último de los cuales permaneció en los libros hasta 1889. Toompea se unió a Tallin (Ciudad Baja) tan tarde como en 1878, cuando durante el período de rusificación las leyes anteriores que gobernaban las dos ciudades fueron reemplazadas por la ley administrativa rusa. Las dos partes de la ciudad también se unieron durante un breve período en 1785-1796. Toompea y la ciudad baja se habían unido en un solo distrito policial en 1805. El derecho privado particular estuvo en vigor en Toompea hasta 1944.
En 1684, Toompea sufrió el incendio más devastador de su historia. Toompea se había visto afectada por incendios anteriores en 1288, 1433, 1553 y 1581, pero el incendio de 1684 fue mucho más grande en escala, destruyendo la mayoría de los edificios en el Gran Castillo, incluida la catedral. El Pequeño Castillo escapó del fuego intacto. Los incendios son una de las causas por las que Toompea se ve arquitectónicamente diferente y más moderna que la Ciudad Baja.
A finales del siglo XVII se hicieron varios planes para fortalecer las fortificaciones de Toompea y Tallin con movimientos de tierra y bastiones modernos. Aunque en 1686 fue aprobado un diseño de Erik Dahlbergh, la construcción fue lenta debido a dificultades financieras y en el momento del inicio de la Gran Guerra del Norte solo se habían completado dos bastiones alrededor de Toompea como el Bastión Sueco y el Bastión de Ingermanland, ambos protegían la Toompea del sur.

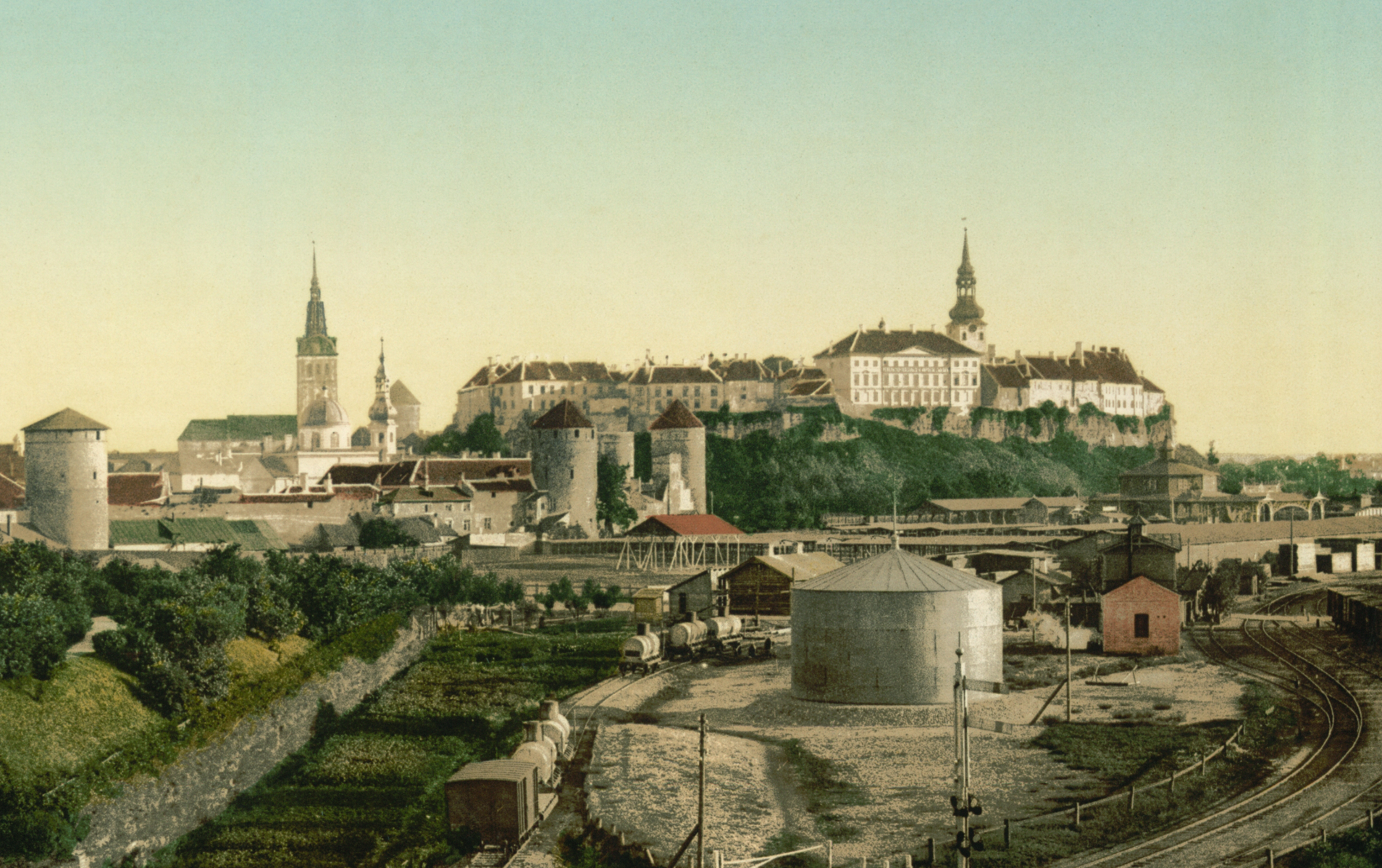
Vista de Toompea del norte, finales de siglo XIX

Después de la Gran Guerra del Norte y la conquista de Estonia por el Imperio ruso, la primera mitad del siglo XVIII fue un período de abandono general para Toompea y también para el castillo, que cayó en desuso durante varias décadas. La situación cambió en la segunda mitad del siglo XVIII: en 1767-1773 el ala este del castillo fue completamente reconstruida en un edificio administrativo de la Gobernación de Estonia por orden de Catalina II. Para construir el edificio, la torre sureste del castillo (Stür den Kerl) se demolió y los fosos fueron rellenados, El patio de los castillos se diseñó en forma de cuadrado (la Plaza del Castillo, Estonio: Platos Lossi). El edificio se parecía a un palacio aristocrático, lo que llevó al castillo a adquirir un nombre alternativo: el Palacio de Toompea. La Casa Stenbock, uno de los edificios más notables en la cornisa norte del Toompea, también se construyó en el mismo período: el palacio de justicia previsto probablemente se completó en 1792.

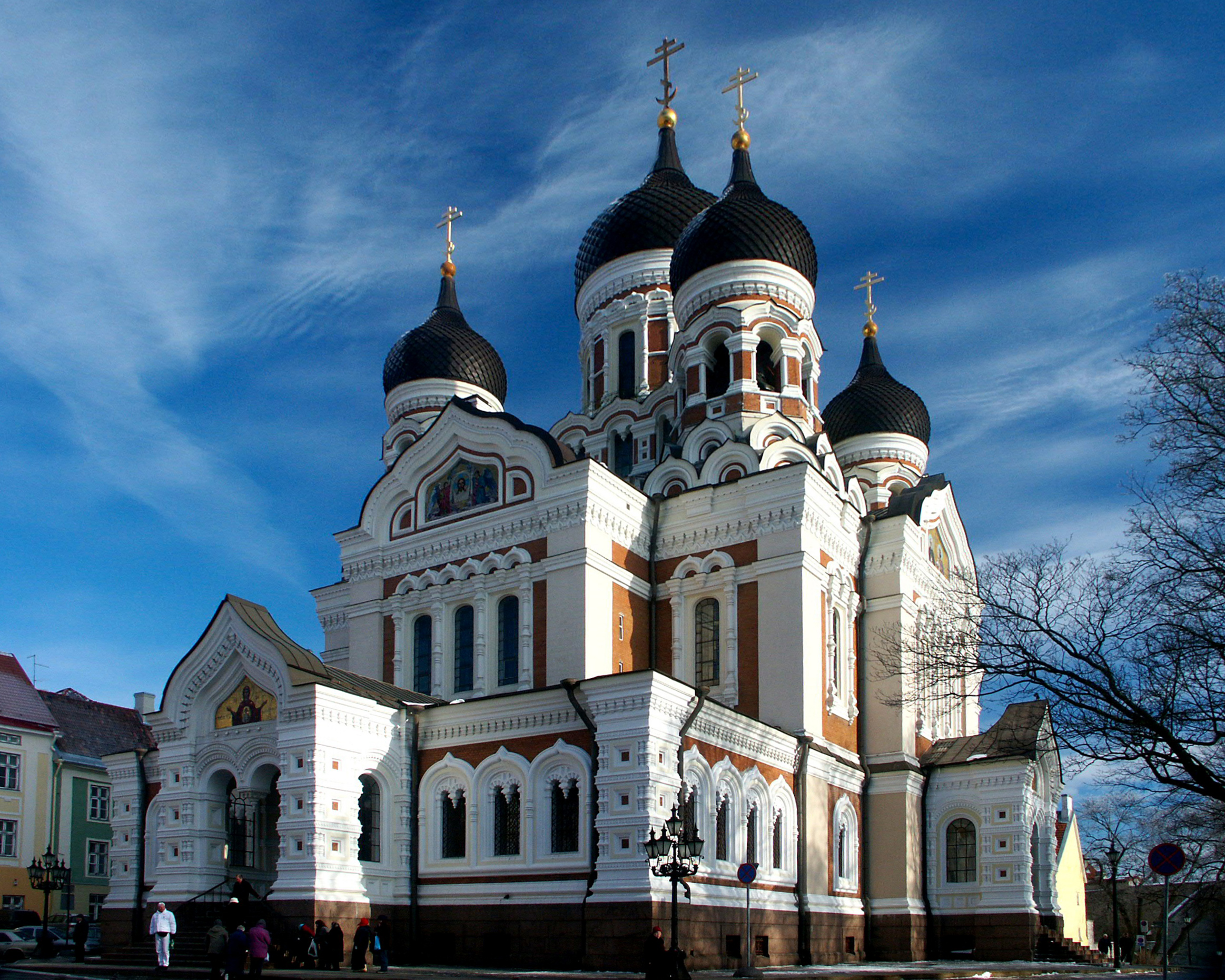
La Catedral Ortodoxa Rusa Alexander Nevsky

Tallin fue eliminada de la lista de ciudades fortificadas del Imperio ruso en 1857. Esto permitió que se construyeran tres nuevas carreteras desde el extremo sur de Toompea sobre las estructuras de defensa anteriores: la carretera Falgi, construida en 1856-1857, conducía al oeste a la carretera Paldiski, la calle Toompea (1860-1861) llevaba al sur a Tõnismägi y la calle Komandandi conducía al este, cerca de la Puerta de Harju, donde hoy se encuentra la Columna de la Victoria de la Guerra de la Independencia.
La apariencia general de Toompea cambió mucho cuando se construyó la catedral ortodoxa rusa Alexander Nevsky, arquitectónicamente completamente diferente, en 1894-1900. La catedral, situada en la Plaza del Castillo, frente al Palacio de Toompea, fue erigida durante el período de rusificación como símbolo de la dominación zarista y rusa. Debido a su ubicación muy prominente y un estilo ruso inmediatamente reconocible, la catedral ya acumuló oposición durante el tiempo en que se construyó y, a finales de los años 1920 y 1930, en la República independiente de Estonia, hubo incluso propuestas para demolerla.
En 1903, cuando se construyeron las escaleras de Patkuli cerca del extremo norte de la colina, Toompea obtuvo un nuevo acceso desde la estación principal de trenes de Tallin.

## Toompea hoy

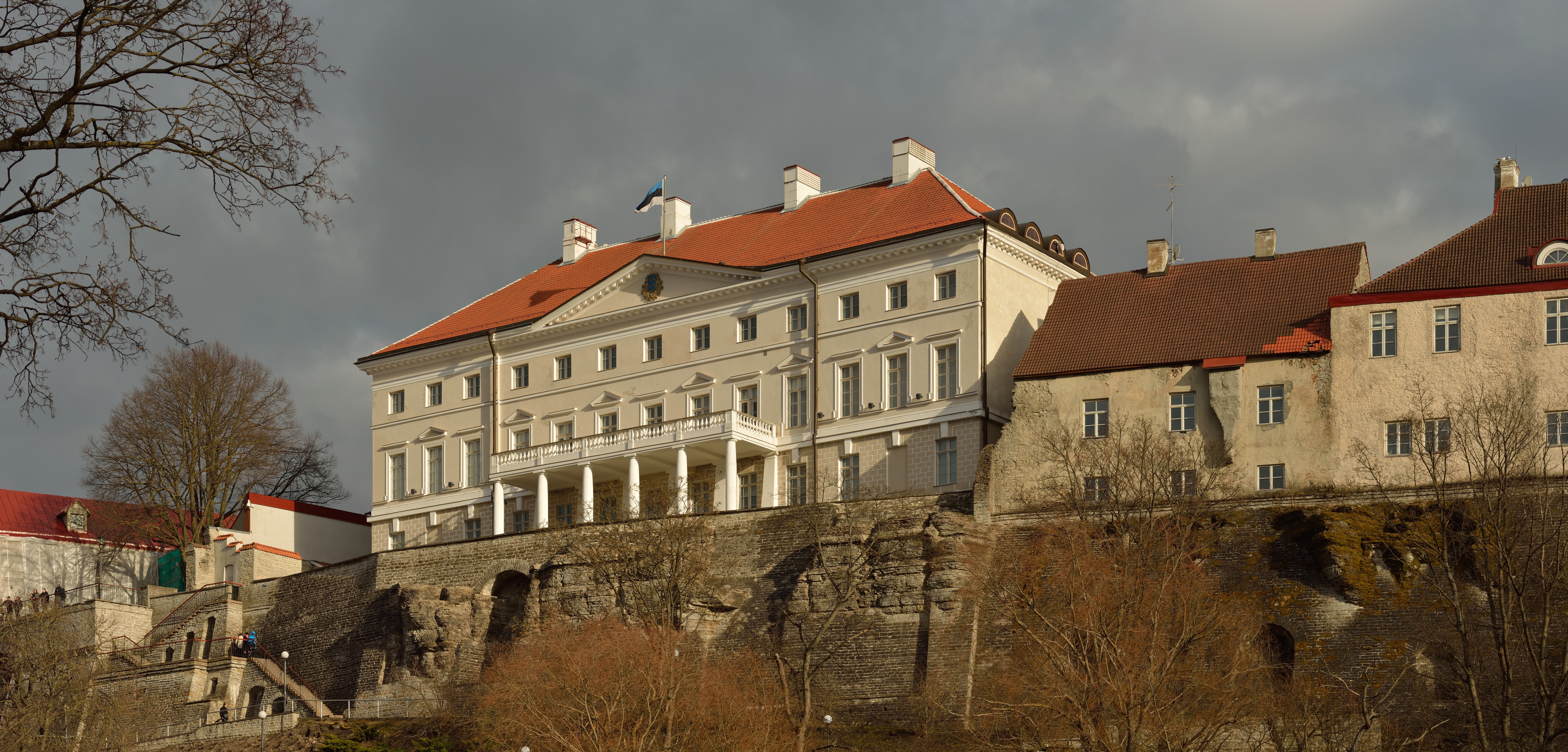
Casa Stenbock, sede del Gobierno de Estonia

El castillo de Toompea, muy reconstruido, formado por el palacio del gobernador zarista, muros y torres de la fortaleza medieval, el edificio expresionista del parlamento que data de 1922 y algunos otros edificios, alberga ahora el Parlamento estonio. La clasicista fachada del palacio del gobernador domina la Lossi Plats ("Plaza del Castillo"), aunque la Catedral Ortodoxa Alexander Nevsky la sobrepasa en altura. La catedral, hoy en día la iglesia principal de la Iglesia Ortodoxa de Estonia del Patriarcado de Moscú, se ha convertido para los turistas en un símbolo de Tallin debido a su aspecto exótico, mientras que la opinión de los estonios es bastante ambigua. La Catedral Luterana (Toomkirik) de la cual se deriva originalmente el nombre de Toompea, es ahora la sede de la Iglesia Evangélica Luterana de Estonia y tal vez haya conservado la apariencia medieval entre los edificios de Toompea. La mayoría de los edificios en Toompea datan de los siglos XVIII y XIX. Mientras que el Castillo Pequeño generalmente ha conservado su forma, solo quedan unos pocos fragmentos de las torres y muros del Gran Castillo.
Otros sitios notables en Toompea incluyen el edificio del Gobierno de Estonia (también conocido como "La Casa Stenbock") y la construcción de la Knighthood Estonia, que desde principios de la década de 1990 hasta 2005 albergó el Museo de Arte de Estonia y desde 2009 es temporalmente utilizado por la Academia Estonia de las Artes. La Academia de Ciencias de Estonia también tiene su sede en Toompea, en el palacio Ungern-Sternberg (sede del autogobierno cultural alemán local en el período de entreguerras).
Toompea es también la ubicación de varias embajadas extranjeras en Estonia, concretamente las de Finlandia, los Países Bajos, Portugal y la oficina de la embajada de Canadá.
Hay varias plataformas de observación en Toompea, que ofrecen buenas vistas de la ciudad y de los alrededores y son populares entre los turistas que visitan Tallin.